# Arson Anthem
Gli Arson Anthem sono un gruppo sludge metal statunitense formato nel 2006 a New Orleans.
Dopo avere perso tutto a causa dell'uragano Katrina, Mike Williams (Eyehategod) si è trasferito nell'appartamento di Phil Anselmo (Pantera, Down, Superjoint Ritual). I due passavano le giornate ad ascoltare i vecchi dischi hardcore di Phil, allora chiamarono Hank Williams III (Assjack, Superjoint Ritual) e Collin Yeo per formare un gruppo su quello stile.
Il loro primo omonimo album fu pubblicato il 19 febbraio 2008.

## Formazione
- Mike Williams - voce
- Phil Anselmo - chitarra
- Collin Yeo - basso
- Hank Williams III - batteria

## Discografia

### Album studio
- 2010 - Insecurity Notoriety

### EP
- 2008 - Arson Anthem